# Piotr Skarga (aktor)
Piotr Skarga (ur. 8 października 1948 w Lubaniu) – polski aktor teatralny i filmowy.

## Życiorys
W 1971 ukończył Państwową Wyższą Szkołę Teatralną w Warszawie. Po ukończeniu studiów występował do 1973 w Teatrze im. Stefana Jaracza w Olsztynie, a później w Teatrze Dramatycznym w Warszawie (1973–1984) i Teatrze Nowym w Warszawie (1984–1986). W 1975 zadebiutował w Małej sprawie Janusza Kondratiuka.
Popularność przyniosła mu rola docenta Jana Duraja w serialu W labiryncie (1988–1991). Po zakończeniu emisji serialu wyjechał do Norwegii, gdzie pracował jako budowlaniec, po powrocie do Polski został zatrudniony jako kelner w pizzerii aktorki Tatiany Sosny-Sarno, a także sprzedawał odkurzacze i polisy ubezpieczeniowe oraz prowadził z żoną sklep papierniczy. W nowym tysiącleciu zdobył rozpoznawalność dzięki roli Piotra Nowika, jednego z głównych bohaterów serialu Bulionerzy (2004–2008). Jesienią 2007 uczestniczył w drugiej edycji programu rozrywkowego Jak oni śpiewają w telewizji Polsat. Był aktorem warszawskich teatrów: Gudejko i Kamienica. Od 2019 wciela się w Tadeusza w serialu Leśniczówka.

## Życie prywatne
Syn aktora Edwarda Skargi i Danuty Krasoń; bratanek Hanny Skarżanki i Barbary Skargi.
Trzykrotnie żonaty, z pierwszego małżeństwa ma dziecko. Z trzecią żoną, Beatą, ożenił się po 30 latach bycia w nieformalnym związku; świadkami na ich ślubie byli Zyta i Janusz Żmurkiewiczowie.

## Filmografia
- 1974–1977: Czterdziestolatek jako robotnik na budowie
- 1977: Lalka jako student Maleski (odcinek 7)
- 1975: Mała sprawa jako Krzysiek
- 1976: Zezem jako wnuk Naddolnej
- 1979: Rycerz jako rycerz
- 1979–1981: Najdłuższa wojna nowoczesnej Europy jako Niemiec
- 1981: Przypadek jako narkoman w ośrodku
- 1983:
  - Widziadło jako sąsiad
  - Wielki statysta jako Franciszek Zabłocki
  - Na odsiecz Wiedniowi
- 1984: Rycerze i rabusie jako Konstanty Korniakt
- 1985: Temida jako posterunkowy
- 1986:
  - Weryfikacja jako członek redakcji „Tygodnika”
  - Tulipan jako konferansjer na imprezie
  - Bohater roku jako pan Zenek
- 1987: Dorastanie – lekarz (odcinek 5)
- 1988: Czarodziej z Harlemu jako Jagódka
- 1988–1991: W labiryncie jako Jan Duraj
- 1989: Opowieść o „Dziadach” Adama Mickiewicza. Lawa jako Cichowski
- 1990: Kapitan Conrad
- 1993:
  - Skutki noszenia kapelusza w maju jako Andrzej Zarzycki
  - Czterdziestolatek. 20 lat później jako przewodniczący komitetu protestacyjnego
- 1996: Ekstradycja 2 jako przewodniczący gminy
- 1997: Prostytutki jako król Kawioru
- 2000: Sukces jako Warga, sąsiad Madejów
- 2002–2006: Samo życie jako doktor Jan Gliński
- 2003–2004: Glina jako Zenon Kunicki, aresztowany w sprawie morderstw organizowanych przez Karbowiaka
- 2004–2006: Pensjonat pod Różą jako Apoloniusz Kucharski
- 2004–2006: Bulionerzy jako Piotr Nowik
- 2007: Mamuśki jako Zygmunt Kania
- 2008: Agentki jako Jakub Cudny
- 2009: Ojciec Mateusz jako pan Taras (odc. 13)
- 2011: Na Wspólnej jako Szalej
- 2013: Pierwsza miłość jako Szczepan, ojciec Kaśki
- 2014: Przyjaciółki jako Piotr z grupy AA (odc. 33)
- 2014: Czas honoru. Powstanie jako Skwarczyński
- 2019–2024: Leśniczówka jako Tadeusz, życiowy partner Czesławy Ździebłowskiej